# 의정부성당
의정부성당은 천주교 의정부교구의 주교좌 성당이다. 대한민국 경기도 의정부시 의정부2동에 있다.

## 연혁
- 1945년 12월 1일 덕정리본당에서 의정부로 성당 이전, 의정부본당으로 본당명이 바뀌게 됨
- 1953년 복사단 창설
- 1953년 성전완공 봉헌 미사 (현재 사적지성당)
- 1954년 성가소비녀회 수녀님 2분 파견되어 오심 (3월에 김 바오로 수녀님, 11월에 이 말가리다 수녀님)
- 1954년 성모 유치원 개원
- 1955년 주일학교 창설

## 미사 시간
- 월 06:00
- 화 10:00, 19:00
- 수 06:00, 10:00
- 목 10:00, 19:00
- 금 06:00, 10:00
- 토 10:00, 15:00(어린이), 19:00(주일미사, 일반)
- 주일 06:00, 09:00(일반, 대성전), 09:00(청소년, 사적지성당) 11:00(교중), 18:00(청년), 20:30

## 문화재 지정
구한말~1945년 : 구한말 우고리(양주군 광적면)와 신암리(연천군 남면) 일대에 박해를 피해 집단으로 공동체를 이루며 도자기를 굽던 교우촌이 형성되었으며, 1927년에 개성본당의 신암리공소가 본당으로 승격되었고, 1934년에는 덕정리본당(양주군 회천면 덕정리 역전 위치)이 완공되었는데, 이것이 의정부성당의 전신이다.
1945년에는 덕정리에서 의정부리로 성당 소재지를 옮겼다. 당시 대지 1,625평을 매입하는 한편, 25평 정도의 한옥 1동을 매입, 수리하여 임시 성당과 사제관으로 사용하였으나 한국전쟁때 소실되었다. 1953년 : 이계광(요한) 신부가 현재의 성당을 건립. 성당 건립 때에 이계광 신부는 당시 의정부에 주둔하고 있던 주한 미1군단의 군종 신부인 로제스키 신부의 협조를 받아 미1군단 가톨릭교회 소속 기독교인의 헌금을 성당 건립비로 지원받았다. 이 사실은 성당 입구에 남아있는 명판을 통해 확인할 수 있다.
본 성당은 석조로 구축되었다. 조적조 외벽의 경우 대부분 적벽돌이 사용되었으나, 한국전쟁을 전후하여 화강석을 사용한 예가 있다. 의정부2동성당의 경우 공사비 견적 결과 적벽돌보다 석재가 더 저렴한 것으로 판정되어 석재를 사용한 것으로 증언하고 있다. 본 성당은 회천면 덕정리 돌산에서 채석하여 의정부지역에서 활동하던 석공들에 의해 건축되었는데, 그 무렵에 지어진 양주군청사에서도 석재의 크기나 다듬기 등에서 동일한 수법이 나타난다. 일반적으로 50년대를 전후한 시기의 성당건축은 내부의 열주가 사라지고 수직 수평의 분절이 약화되어 일제시대보다 훨씬 단순하고 일률적인 경향을 갖지만 외관 특히 종탑과 정면의 양식적 형태와 상세는 고수된다. 이러한 유형을 양식(樣式) 변형 양옥(洋屋)성당이라고 하며, 특히 전쟁을 거치면서 교회에 대한 천주의 보호, 즉 견고함이 새삼 강조되어 석재를 사용하여 성채와 같이 표현되기도 하였다.
의정부2동성당은 이러한 시대적 특징을 갖추고 있는 사례로 평가된다.

## 참고 자료
- 의정부2동성당 - 국가유산청 국가유산포털